# De Avondetappe
De Avondetappe (deutsch: die Abendetappe) ist eine tägliche Sportsendung der niederländischen Rundfunkanstalt NOS. Sie wird seit 2003 abends während der Tour de France um rund 23:00 üblicherweise auf dem Fernsehsender NPO 1 ausgestrahlt.
De Avondetappe ist in erster Linie eine Talkshow, in der die Ereignisse der Etappe des Tages rekapituliert und analysiert werden. Neben der Moderatorin (früher: des Moderators) nehmen üblicherweise drei Gäste an der Gesprächsrunde teil. Neben einem Analysten sind dies oft ein aktiver oder ehemaliger Radrennfahrer oder eine Radrennfahrerin. Es wird auch gelegentlich ein nicht direkt zur Radrennszene gehöriger Gast eingeladen, um einen Blick von außen auf das Geschehen zu erhalten.
Neben den Gesprächen gibt es noch Einspieler u. a. mit der Zusammenfassung des Renngeschehens des Tages und Schaltungen zu einem Außenreporter, der häufig auch Interviews mit Radrennfahrern, Rennstalloffiziellen oder sonstigen Beteiligten der Etappe führt.
Die Sendung wird täglich von einem anderen Ort aus gesendet, der meist in der Nähe des Austragungsorts der jeweiligen Etappe liegt. Wenn möglich sitzen die Gäste um einen Tisch herum im Freien vor einer pittoresken Kulisse.
Fester Bestandteil der Sendung ist ein Preisrätsel in Form eines Rebus.
2015 wurde De Avondetappe nicht ausgesendet. Der jährliche Sendeturnus wurde im folgenden Jahr wieder aufgenommen.
1993 und 1997 sowie von 2000 bis 2013 gab es auch ein gleichnamiges Radioprogramm auf NPO Radio 1.